# Стрічка Брозлоу для екстреної педіатричної допомоги
Стрічка Брозлоу для екстреної педіатричної допомоги, також відома як Стрічка Брозлоу (англ. Broselow Tape) або Стрічка Брозлоу-Лютена — це стрічка колірним кодом, який використовується по всьому світу для педіатричних надзвичайних ситуацій. За її допомогою співвідносять виміряний стрічкою зріст дитини до його/її ваги та за інструкціями на стрічці визначають дозування ліків, розмір обладнання, яке слід використовувати, та рівень заряду дефібрилятора. Усі ці показники слід розраховувати індивідуально, особливо для дітей. У разі екстреної ситуації час дуже цінний. Необхідний для цих обрахунків час забирає час, необхідний для оцінки, початку та контролю лікування пацієнта. Стрічку Брозлоу застосовують для дітей приблизно до 12 років, які мають максимальну вагу приблизно 36 кг (80 фунтів). Стрічка Брозлоу визнається в більшості медичних підручників і публікацій стандартом для екстреного лікування дітей. Також розроблені альтернативні стрічки, у тому числі й в інших країнах. 

## Історія
Лікарі невідкладних станів Джеймс Брозлоу (англ. James Broselow) та Роберт Лютен (англ. Robert Luten) на початку 1980-х років боролися з вирішенням  питань, пов'язаних з екстреною допомогою дітям. Результатом став винахід у 1985 році доктором Брозлоу саморобного прототипу стрічки. Для проведення, фундаментальних досліджень, на основі яких мала ґрунтуватись стрічка, для розробки та оновлення стрічки впродовж років, доктор Брозлоу об'єднався з доктором Лютеном, академічним лікарем з Університету Флориди і членом новоствореного підкомітету Розширеної педіатричної підтримки життя (PALS).
Стрічка забезпечує попередньо розраховані дози ліків, ефективно зменшуючи ймовірність потенційних помилок, пов'язаних із приготуванням та введенням дитячих доз ліків для екстреної допомоги. Ця особливо важливо в останні роки з огляду на поширеність і масштаби помилок лікування.  За даними ретроспективних досліджень 2012 року, на догоспітальному етапі у США близько 35 % педіатричним пацієнтам вводили неточне дозування ліків. Десятикратні математичні помилки через неправильні розрахунки набагато небезпечніші для дітей, ніж для дорослих. Десятикратне передозування дорослого стандартними лікарськими засобами для дорослих буде потребувати кілька шприців, що, зазвичай, і попередить виконавця про помилку. На відміну від цього, для маленької дитини як звичайну правильну дозу, так і препарат із 10-кратним передозування можна вводити в одному шприці, таким чином, не надаючи підказку щодо потенційної помилки. Крім того, при наданні екстреної допомоги дітям, медичні працівники особливо схильні до помилок через хаотичності і стрес, пов'язані з умовами невідкладної ситуації.

## Дизайн
Оригінальна стрічка Брозлоу стрічка була розділена зони по 25 кг для доз ліків і восьми колірних зон для вибору обладнання. У наступні версіях стрічки зони обладнання та дозування було об'єднано, таким чином вісім колірних зон містять інформацію і про дозування, і про обкладання. Це створило легку візуальну систему для лікарських засобів та обладнання, яка використовується у більшості госпіталів та автомобілів екстреної медичної допомоги.

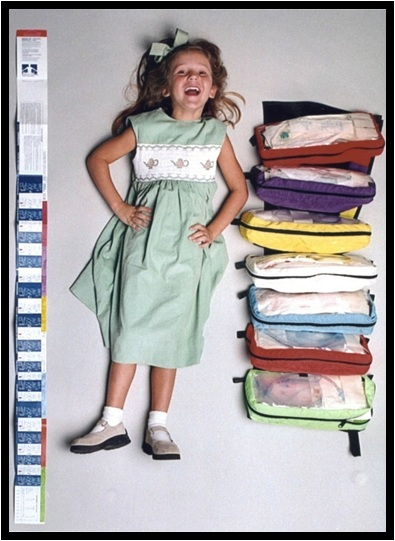
Стрічка Брозлоу і пов'язана з нею система

Наступний список визначає, які колірні зони корелюють з кожною розрахованою ваговою зоною в кілограмах (кг) і фунтах.
| Колір        | Розрахована вага (у кілограмах) | Розрахована вага (у фунтах) |
| ------------ | ------------------------------- | --------------------------- |
| Сірий        | 3–5 кг                          | 6-11 фунтів                 |
| Рожевий      | 6–7 кг                          | 13-15 фунтів                |
| Червоний     | 8–9 кг                          | 17-20 фунтів                |
| Фіолетовий   | 10–11 кг                        | 22-24 фунтів                |
| Жовтий       | 12–14 кг                        | 26-30 фунтів                |
| Білий        | 15–18 кг                        | 33-40 фунтів                |
| Голубий      | 19–23 кг                        | 42-50 фунтів                |
| Помаранчевий | 24–29 кг                        | 53-64 фунтів                |
| Зелений      | 30–36 кг                        | 66-80 фунтів                |

## Використання
Для ефективного використання стрічки Брозлоу дитина повинна бути в положенні лежачи. Використовуйте одну руку, щоб утримувати червоний кінець стрічки над головою дитини. (У англійській мові використовується мнемонічний вислів  «англ. red to head» — «червоне до голови»). Підтримуючи одну руку на червоній смузі у верхній частині голови дитини, вільною рукою випрямити стрічку по всій довжині тіла дитини, поки рука не зрівняється з його / її п'ятами (не пальцями ніг). Стрічка, яка знаходиться на рівні п'ят дитини вкаже його / її приблизну вагу в кілограмах і відповідно його / її колірну зону.

## Точність стрічки і ефект ожиріння
Ефективність стрічки Брозлоу ґрунтується на співвідношенні між вагою та довжиною тіла у всіх вікових групах; кожна колірна зона оцінює 50-персентильну вагу для довжини, яка для практичних цілей оцінює ідеальну масу тіла (IBW) для дозування у екстрених випадках. Через недавню епідемію ожиріння виникли запитання щодо точності стрічки для визначення прийнятної ваги і згодом прийнятної дози лікарських засобів для екстрених випадків.
Щодо ефективності стрічки Брозлоу були проведені численні дослідження. Дослідження 2012 року з 572 випробовуваними, вказує, що вимірювання парамедиками з використанням стрічки Брозлоу добре корелюють і зі шкалою, і з вимірюваннями у відділенні екстреної допомоги, що підкреслює її корисність на догоспітальному етапі. Незважаючи на дебати про точність фактичної оцінки ваги і її актуальність, як було зазначено вище, стрічка як і раніше залишається кращим інструментом для прогнозування фактичної ваги тіла.